# 에릭 슈웨이그
에릭 슈웨이그(Eric Schweig, 1967년 6월 19일 ~ )는 캐나다의 배우, 영화배우, 텔레비전 배우이다. 이누빅에서 태어났다.

## 영화
- 그리즐리스 (2018년)
- 소로우 (2015년) - 루벤 역
- 마이나 (2013년)
- 카지노 잭 (2010년)
- 내 심장을 운디드 니에 묻어다오 (2007년) - 갤 역
- 인투 더 웨스트 (2005년)
- 잇 웨이츠 (2005년) - 조셉 리버윈드 역
- 실종 (2003년) - 페쉬치든 역
- 스킨스 (2002년)
- 빅 에덴 (2000년)
- 서부 대탈출 (1995년)
- 톰과 허크 (1995년)
- 주홍글씨 (1995년)
- 마지막 전사 (1994년)
- 해피 투어 (1994년) - 어네스트 역
- 캐나다 젠틀캅 (1994년)
- 러브 앤 글로리 (1993년)
- 최후의 전사 (1993년)
- 라스트 모히칸 (1992년) - 언카스 역
- 더 샤맨스 소스 (1990년)